# Mer de nuages
Une mer de nuages est un ensemble compact de nuages aperçus depuis le dessus et dont la surface supérieure relativement uniforme peut comporter des ondulations de longueurs très diverses rappelant des vagues.
Lorsque la couche nuageuse est formée de stratus ou de brouillard au sommet sans ondulation, le terme mer de brouillard est plutôt utilisé.
Ce phénomène tirent son nom de sa ressemblance avec un océan, ressemblance accentuée par la présence de montagnes perçant les nuages et qui, par analogie, constituent ainsi des « îles ».

## Formation
Les mers de nuages ou de brouillard se forment généralement dans les vallées ou au-dessus des mers dans une situation de masse d'air stable et humide à bas niveau tandis que l'air est sec en altitude. Lorsque la couche de bas niveau atteint la saturation, il y a formation de nuages ou de brouillard alors que les sommets restent dégagés. Depuis ces derniers, on ne distingue de la plaine qu'une vaste étendue recouverte d'un manteau nuageux. Ce phénomène se produit dans un anticyclone alors que l'air est en subsidence en altitude, et se réchauffe, mais qu'une couche près de la surface se refroidit par rayonnement (surtout la nuit en été) ou par advection d'air froid (stratocumulus maritime).

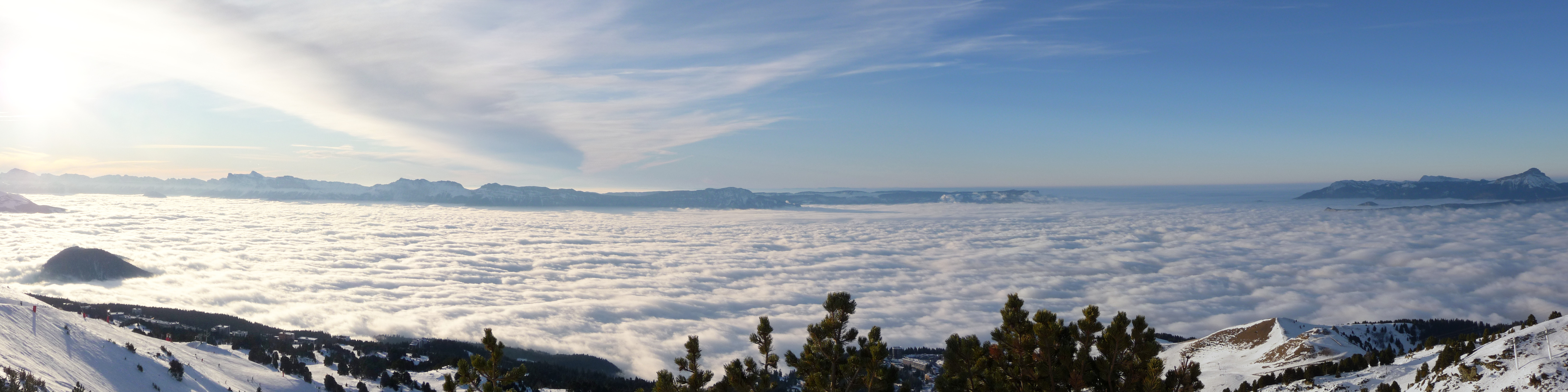
Vue d'une mer de nuages depuis Chamrousse en direction de Grenoble (au centre) avec les sommets du Vercors à gauche et de la Chartreuse à droite ; l'altitude supérieure des nuages se situe à environ 1300 mètres soit environ 1100 mètres au-dessus du fond de la vallée.